# Maszyna elektrostatyczna

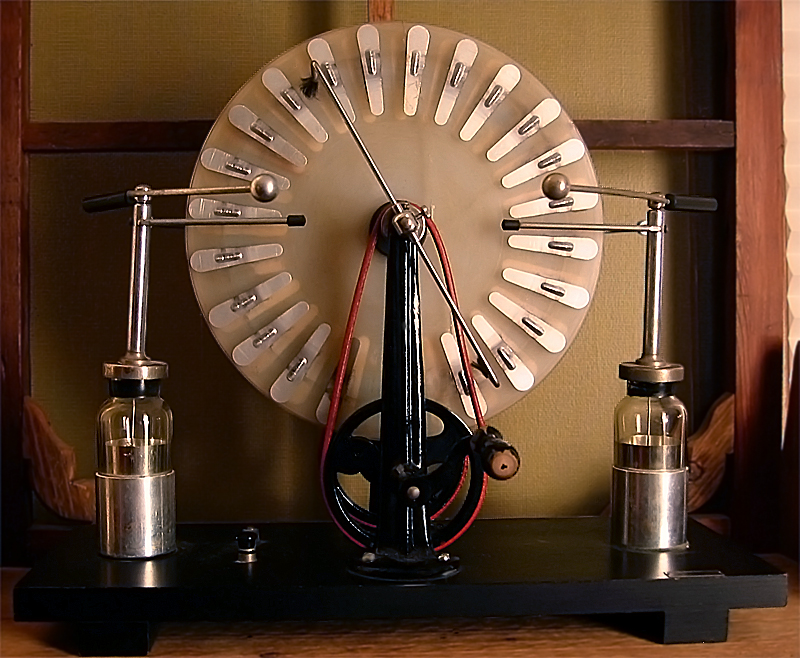
Maszyna elektrostatyczna

Maszyna elektrostatyczna jest to urządzenie służące do wytwarzania i gromadzenia ładunków elektrycznych (na jednej elektrodzie dodatnich, a na drugiej ujemnych).

## Historia
Pierwszą maszynę produkującą elektryczność zbudowano w XVII wieku. Około 1663 roku, Niemiec Otto von Guericke, zbudował urządzenie, w którym kładąc dłoń na dużej, obracającej się kuli wykonanej z siarki powodował jej ładowanie się przez tarcie. W 1705 r. asystent laboratoryjny Newtona - Francis Hauksbee (lub Hawksbee) kulę z siarki zastąpił szklaną bańką wypełnioną parami rtęci w bardzo rozrzedzonym powietrzu, co umożliwiło obserwację niebieskiej poświaty powstającej, gdy powierzchnia obracanej bańki pocierała np. o rękę. Do początku XIX wieku zbudowano wiele podobnych maszyn – niektóre z nich służyły również do rozrywki jak ta, którą można nazwać elektryzującym pocałunkiem. Maszynę znaną obecnie skonstruował James Wimshurst, jest ona obecnie głównie urządzeniem dydaktycznym i historycznym do wytwarzania wysokiego napięcia w pokazach z elektrostatyki i przepływu prądu elektrycznego w gazach.

## Budowa
Maszyna elektrostatyczna jest rodzajem prostego generatora elektrostatycznego, działającego na zasadzie indukcji elektrostatycznej. W procesie indukcji elektrostatycznej zachodzi rozdział ładunków w ciele poprzez zbliżenie go do innego, naładowanego ciała, co powoduje przenoszenie ładunków elektryzując dane miejsce ciała.
Maszyna elektrostatyczna składa się z dwóch tarcz izolacyjnych, które za pomocą korbki i odpowiedniej przekładni obracają się w przeciwnych kierunkach. Na zewnętrznych stronach tarcz nałożone są aluminiowe segmenty, które ulegają elektryzowaniu. Na osi obrotu tarcz z obu stron są zamocowane metalowe pręty, zaopatrzone w metalowe szczotki na końcach, które dotykają aluminiowych segmentów. Na wysokości poziomej średnicy tarcz są zamocowane pręty, opatrzone ostrzami (tzw. grzebieniami), które są zwrócone do obu tarcz, ale nie dotykają ich. Ostrza te zbierają ładunki, które są doprowadzane do iskiernika. Iskiernik zbudowany jest z dwóch kulek na metalowych prętach z ebonitowymi uchwytami. Kulki iskiernika są połączone z dwiema wewnętrznymi okładkami butelki lejdejskiej. Okładki zewnętrzne tej butelki są połączone poziomym prętem, który włącza butelkę w obwód. Podczas obracania tarcz powstają ładunki, które są zbierane przez grzebienie, a między iskiernikami powstaje duża różnica potencjałów, co powoduje przeskok iskry. 
Maszyny indukcyjne mogą wytwarzać bardzo duże napięcia, jednakże zupełnie nie nadają się do ciągłego dostarczania dużych prądów. Dopiero ogniwo Volty, skonstruowane w latach 90. XVIII wieku przez Włocha Alessandra Voltę, nadawało się do tego celu.

## W kulturze
Maszyna elektrostatyczna odgrywa zasadniczą rolę w fabule opery Wojciecha Bogusławskiego Krakowiacy i Górale.